# Auli'i Cravalho
Auli'i Cravalho (Kohala, 22 de novembro de 2000) é uma atriz e cantora estadunidense. Estreou como atriz interpretando a personagem principal do filme animado de 2016 Moana.

## Biografia
Cravalho nasceu em Kohala, no Havaí. Ela é descendente de chineses, nativos havaianos, porto-riquenhos e portugueses; seu sobrenome é, provavelmente, derivado do sobrenome português (Carvalho). Quando se tornou conhecida pela indústria cinematográfica, estava morando com sua mãe em Mililani Town e estudando na escola Kula ʻo Kamehameha.

## Carreira
Cravalho afirmou que, inicialmente, não planejou fazer um teste para Moana porque "já havia ótimas audições no YouTube". No entanto, um agente de talentos de Oahu a descobriu em uma competição de caridade e a encorajou a fazer o teste para o papel. A The Walt Disney Company revelou que ela foi a última pessoa na audição com centenas pessoas.

## Filmografia

### Cinema
| Ano  | Título                           | Papel          | Notas            |
| ---- | -------------------------------- | -------------- | ---------------- |
| 2016 | Moana                            | Moana (voz)    |                  |
| 2017 | Gone Fishing                     | Moana (voz)    | Curta-metragem   |
| 2018 | WiFi Ralph: Quebrando a Internet | Moana (voz)    |                  |
| 2020 | Quase uma Rockstar               | Amber Appleton | Protagonista     |
| 2022 | Crush                            | AJ Campos      | Elenco Principal |
| 2023 | Era Uma Vez Um Estúdio           | Moana (voz)    |                  |
| 2024 | Mean Girls                       | Janis Ian      |                  |
| 2024 | Moana 2                          | Moana (voz)    |                  |

### Televisão
| Ano  | Título                   | Papel           | Notas        |
| ---- | ------------------------ | --------------- | ------------ |
| 2018 | Rise                     | Lillette Suarez | Protagonista |
| 2019 | The Little Mermaid Live! | Ariel           | Protagonista |
| 2019 | Weird City               | Rayna Perez     | 1 Episódio   |
| 2019 | Elena de Avalor          | Veronica (voz)  | 1 Episódio   |

## Prêmios e indicações
| Ano  | Premiação                                     | Categoria                                | Indicação | Resultado |
| ---- | --------------------------------------------- | ---------------------------------------- | --------- | --------- |
| 2016 | Annie Awards                                  | Melhor dublagem em filme animado         | Moana     | Venceu    |
| 2016 | Alliance of Women Film Journalists            | Melhor personagem feminina               | Moana     | Venceu    |
| 2016 | Washington D.C. Area Film Critics Association | Melhor dublagem                          | Moana     | Indicado  |
| 2017 | Nickelodeon Kids' Choice Awards               | AmiNimigos favorito (com Dwayne Johnson) | Moana     | Indicado  |
| 2017 | Teen Choice Awards                            | Melhor atriz de fantasia                 | Moana     | Indicado  |
| 2017 | Teen Choice Awards                            | Melhor Performance                       | Moana     | Venceu    |